# M-FLOOD
「m-FLOOD」（エム・フラッド）は、ポルノグラフィティの配信シングル。

## 解説
シングル作品としては「Winding Road」（2006年）より4ヶ月ぶりで、配信限定というフォーマットは本作が初となる。2007年3月24日から6月17日にかけて開催された『8th LIVE CIRCUIT "OPEN MUSIC CABINET"』をナビゲートする楽曲として制作された。
着うたや着うたフルなどで2007年2月28日から6月17日までの期間限定で配信された。
ジャケットに写っているキャラクターは『8th LIVE CIRCUIT "OPEN MUSIC CABINET"』に登場した「フラッディ」。

## 収録曲
1. m-FLOOD（4:42）
  - 作詞：新藤晴一 / 作曲：岡野昭仁

前年にリリースされた6thアルバム『m-CABI』に収録されている「m-NAVI」のフルバージョンという形で再構築された楽曲[2]で、『8th LIVE CIRCUIT "OPEN MUSIC CABINET"』をナビゲートする楽曲[1]。曲のタイトルは「MUSIC FLOOD（音楽の洪水）」の意[3]。
ボーカルのメロディは「m-NAVI 3」は「m-NAVI 4」と同じで、アレンジは「m-NAVI 4」に近いが、「m-NAVI」は6/8拍子主体なのに対し、こちらは全編4/4拍子の3連リズムとなっている。
曲のサビの部分には振り付けが存在し、Amuse公式携帯サイトにて振り付けのアニメーション動画がメロディなしとメロディ付きの2種類で配信されていた。
2008年10月29日に発売されたベストアルバム『PORNO GRAFFITTI BEST JOKER』に収録された。

## 収録アルバム
- PORNO GRAFFITTI BEST JOKER

## ライブ映像作品
- "OPEN MUSIC CABINET" LIVE IN SAITAMA SUPER ARENA 2007